# Ilm-Kreis
Ilm-Kreis là một huyện ở bang Thüringen, Đức. Các đơn vị giáp ranh (từ phía bắc theo chiều kim đồng hồ): thành phố Erfurt, các huyện Weimarer Land, Saalfeld-Rudolstadt và Hildburghausen, thành phố Suhl, các huyện Schmalkalden-Meiningen và Gotha. Huyện được đặt tên theo sông Ilm, một con sông chảy qua huyện. Huyện này được lập năm 1920 (tên lúc đó là Arnstadt). Đơn vị này đã được chia thành huyện Arnstadt và Ilmenau vào năm 1952 và được hợp nhất với nhau thành 1 huyện vào năm 1994.

## Huy hiệu
| Coat of arms | Huy hiệu của huyện biểu hiện: - Sư tử của Công quốc Schwarzburg - Gà của hạt Henneberg - Đại bàng từ huy hiệu thành phố Arnstadt |

## Thị xã và đô thị

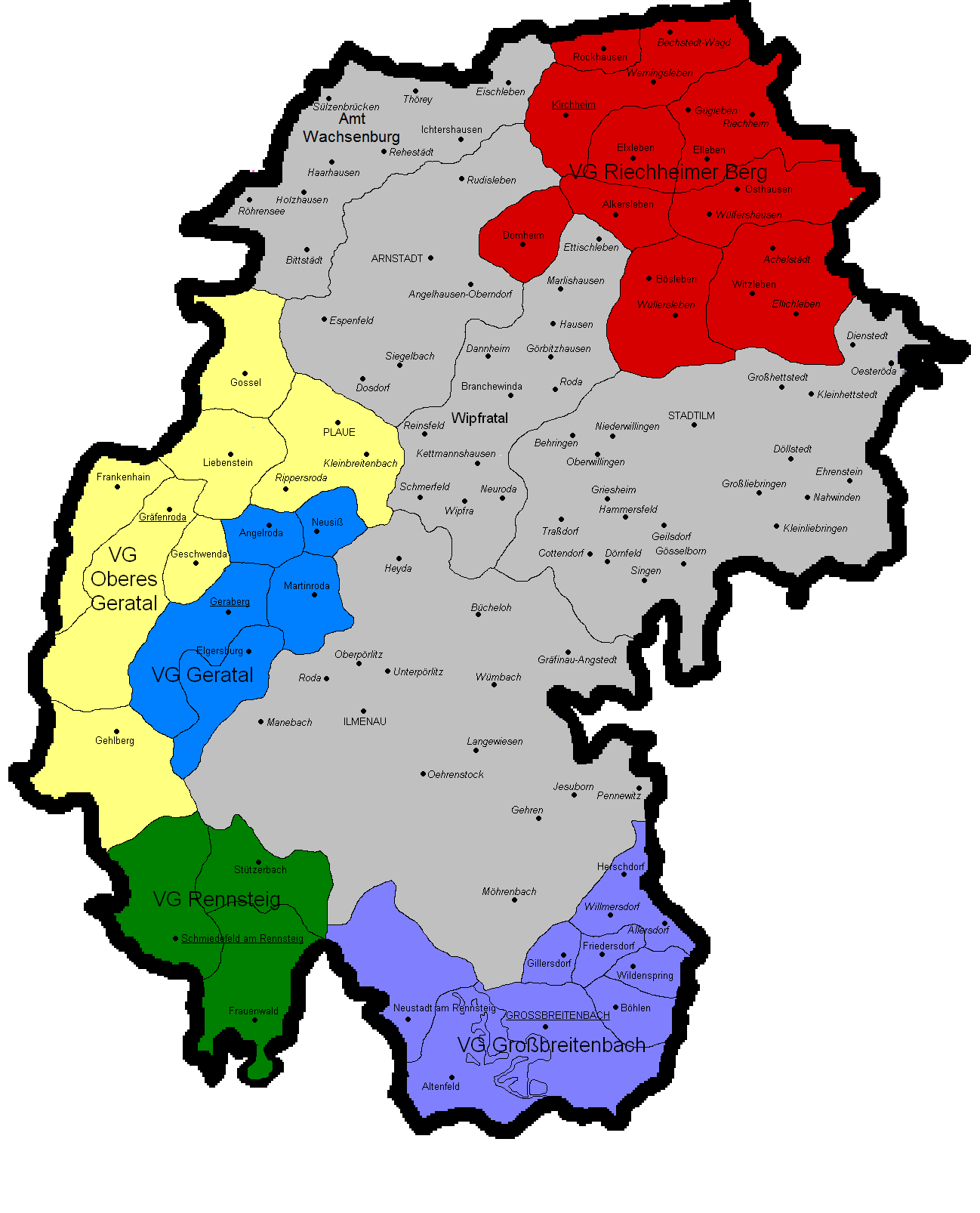
Các đơn vị hành chính ở Ilm-Kreis

| Thị xã không thuộc Verwaltungsgemeinschaft        | và các đô thị                                                               |
| ------------------------------------------------- | --------------------------------------------------------------------------- |
| 1. Arnstadt 2. Ilmenau 3. Langewiesen 4. Stadtilm | 1. Ichtershausen 2. Ilmtal 3. Wachsenburggemeinde 4. Wipfratal 5. Wolfsberg |

| Verwaltungsgemeinschaften | Verwaltungsgemeinschaften | Verwaltungsgemeinschaften |
| --- | --- | --- |
| 1. Geratal 1. Angelroda 2. Elgersburg 3. Geraberg1 4. Martinroda 5. Neusiß 2. Großbreitenbach 1. Altenfeld 2. Böhlen 3. Friedersdorf 4. Gillersdorf 5. Großbreitenbach1, 2 6. Wildenspring | 3. Langer Berg 1. Gehren1, 2 2. Herschdorf 3. Möhrenbach 4. Neustadt am Rennsteig 5. Pennewitz 4. Oberes Geratal 1. Frankenhain 2. Gehlberg 3. Geschwenda 4. Gossel 5. Gräfenroda1 6. Liebenstein 7. Plaue2 | 5. Rennsteig 1. Frauenwald 2. Schmiedefeld am Rennsteig1 3. Stützerbach 6. Riechheimer Berg 1. Alkersleben 2. Bösleben-Wüllersleben 3. Dornheim 4. Elleben 5. Elxleben, IlmElxleben 6. Kirchheim1 7. Osthausen-Wülfershausen 8. Rockhausen 9. Witzleben |
| 1thủ phủ Verwaltungsgemeinschaft;2town | | |